# Горбацевич, Александр Леонидович
Александр Леонидович Горбацевич (16 августа 1994, Братск) — российский саночник. Призёр этапа Кубка мира сезона 2018/2019 в спринтерской гонке. Член сборной России по санному спорту.

## Биография
Родился в городе Братск Иркутской области. В сборной команде Россия с 2014 года. Призёр национального чемпионата 2017 года.
С 2016 года принимает участие в Кубке мира по санному спорту.
24 — 25 ноября 2018 года в Иглсе на первом этапе Кубка мира 2018/2019 года стала вторым в спринте. Это первый большой успех Александра на международных соревнованиях.
В середине января на этапе Кубка мира в Сигулде, показал второй результат в одноместных классических санях. Это второй подиум в сезоне 2018-2019.